# Домінік Фішналлер
Домінік Фішналлер (італ. Dominik Fischnaller, нар. 20 лютого 1993) — італійський саночник, бронзовий призер Олімпійських ігор 2022 року, чемпіон  Європи. 

## Олімпійські ігри
| Рік  | Місто                     | Одиночні сани | Змішана естафета |
| ---- | ------------------------- | ------------- | ---------------- |
| 2014 | Сочі, Росія               | 6             | —                |
| 2018 | Пхьончхан, Південна Корея | 4             | 5                |
| 2022 | Пекін, Китай              | 3             |                  |